# Nesotriccus incomtus
El piojito simple o piojito pardo norteño (Nesotriccus imcontus), también denominado tiranolete murino norteño (en Ecuador y Panamá) o mosquerito cafecito norteño (en Costa Rica) es una especie  de ave paseriforme de la familia Tyrannidae perteneciente al género Nesotriccus que hasta recientemente (2022) integraba el género Phaeomyias, cuando también fue separada como especie plena. Es nativo del este de América Central y norte de América del Sur.

## Distribución y hábitat
Se distribuye desde las tierras bajas de la pendiente del Pacífico del sur de Costa Rica y Panamá hasta Colombia (al norte y regiones andinas) y noreste de Ecuador, al este por Venezuela, Trinidad y Tobago, Guyana, Surinam y Guayana Francesa.
Esta especie es considerada de poco común a común en una variedad de hábitats naturales que incluyen matorrales de tierras bajas áridas y de baja montaña, especialmente Acacia y otros árboles parcialmente abiertos, cactus y espinales, bosques caducifolios, bosques ribereños, en galería, crecimientos secundarios jóvenes, matorrales jóvenes a lo largo de márgenes de ríos, bordes de selvas húmedas, y también parques, jardines y manglares.

## Sistemática

### Descripción original
La especie N. incomtus fue descrita por primera vez por los ornitólogos alemanes Jean Cabanis y Ferdinand Heine en 1860 bajo el nombre científico Elaïnea imconta; la localidad tipo es: «Cartagena, Bolívar, Colombia».

### Etimología
El nombre genérico masculino «Nesotriccus» se compone de las palabras del griego «nēsos» que significa ‘isla’ (en referencia a la Isla de Cocos), y « τρικκος trikkos»: pequeño pájaro no identificado; en ornitología, «triccus» significa «atrapamoscas tirano»; y el nombre de la especie «incomtus», en latín significa ‘sin adornos’, ‘rústico’, ‘deselegante’.

### Taxonomía
Durante mucho tiempo fue considerada como el grupo de subespecies P. murina incomta (incluyendo eremonoma). Un análisis de ADN mitocondrial realizado por Zucker et al. (2016), que exploró las relaciones entre Nesotriccus ridgwayi, el mosquerito de la isla del Coco, una especie endémica de esta isla del Océano Pacífico de Costa Rica, y las varias poblaciones de Phaeomyias a través de su distribución en Centro y Sudamérica, encontró que Nesotriccus está embutido en el árbol de la evolución de Phaeomyias; y que este complejo de subespecies, representa por lo menos cuatro especies distintas que se diferencian en plumaje, vocalización y hábitat, lo que sugería la separación de la presente.
Por lo tanto, al conformar un grupo monofilético, se concluye que todas las especies pertenecen al mismo género y Nesotriccus tiene prioridad sobre Phaeomyias. Como consecuencia, la entonces subespecie P. murina incomta es reconocida como especie plena separada de Phaeomyias murina. Y todas ellas pasan a ser parte del género Nesotriccus.  Debe ser observado que como Nesotriccus es masculino, los epítetos murina, incomta y eremonoma, cambian para murinus, incomtus y eremonomus, respectivamente.

### Subespecies
Según las clasificaciones del Congreso Ornitológico Internacional (IOC) y Clements Checklist/eBird se reconocen dos subespecies, con su correspondiente distribución geográfica:
- Nesotriccus incomtus eremonomus (Wetmore, 1953) – tierras bajas del Pacífico del sur de Costa Rica y Panamá (desde Chiriquí hasta la  provincia de Panamá).
- Nesotriccus incomtus incomtus (Cabanis & Heine, 1859) - Colombia (norte y regiones andinas) y noreste de Ecuador hacia el este hasta Venezuela (al sur hasta Apure, norte de Amazonas y norte de Bolívar), Trinidad (incluyendo la isla Monos) y Las Guayanas.